# Nollor och nördar
Nollor och nördar (engelska: Freaks and Geeks) är en amerikansk ungdoms-TV-serie som hade premiär 25 september 1999 och lades ned 8 juli 2000. Serien hann produceras i 18 avsnitt innan den lades ned, men endast 15 sändes i USA i kanalen NBC. De resterande tre sista avsnitten sändes aldrig på grund av att serien hade för dåliga tittarsiffror. I Sverige sändes alla 18 avsnitt på Kanal 5.

## Handling
Handling kretsar kring den tonåriga flickan Lindsay Weir (Linda Cardellini) och hennes lillebror, Sam (John Francis Daley), som båda går på William McKinley High School under läsåret 1980/1981 i staden Chippewa, Michigan, som är en fiktiv förort till Detroit.

## Om TV-serien
Serien lades ned efter endast en säsong men har idag erhållit kultstatus. År 2007 rankades den av den amerikanska tidskriften Time som en av de hundra mest inflytelserika TV-programmen genom tiderna. Serien utsågs dessutom av samma tidskrift som nummer tre i listan över 2000-talets 10 bästa TV-serier.
Många av skådespelarna var helt okända då de medverkade i serien, men idag har de framgångsrika karriärer. 
Skådespelarna Jason Segel och Linda Cardellini hade ett förhållande då de medverkade i serien, men förhållandet tog slut strax efter att serien lagts ned.

## Rollista

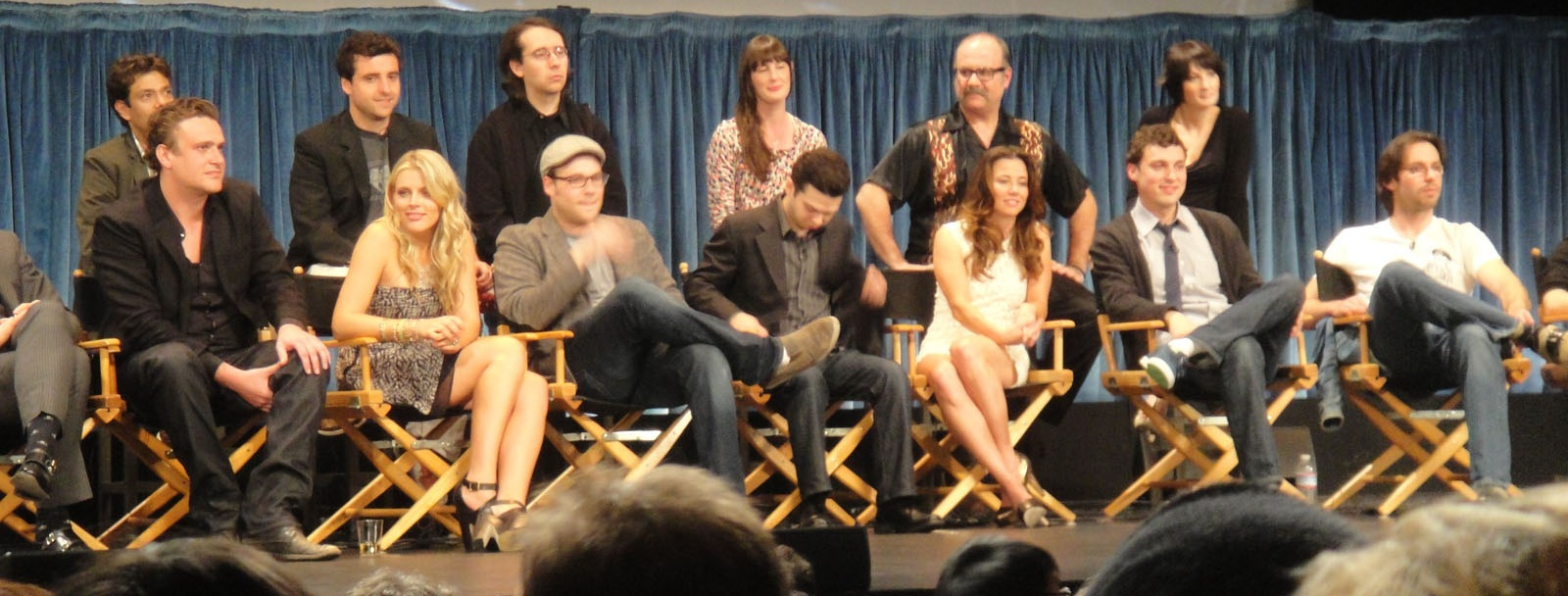
Skådespelarna under PaleyFest 2011.

| Linda Cardellini   | – Lindsay Weir           |
| John Francis Daley | – Sam Weir               |
| James Franco       | – Daniel "Danny" Desario |
| Samm Levine        | – Neal Schweiber         |
| Jason Segel        | – Nick Andopolis         |
| Martin Starr       | – Bill Haverchuck        |
| Becky Ann Baker    | – Jane Weir              |
| Joe Flaherty       | – Harold Weir            |
| Busy Philipps      | – Kim Kelly              |
| Seth Rogen         | – Ken Miller             |

## Avsnitt
1. Pilot
2. Beers and Weirs
3. Tricks and Treats
4. Kim Kelly Is My Friend
5. Tests and Breasts
6. I'm with the Band
7. Carded and Discarded
8. Girlfriends and Boyfriends
9. We've Got Spirit
10. The Diary
11. Looks and Books
12. The Garage Door
13. Chokin' and Tokin
14. Dead Dogs and Gym Teachers
15. Noshing and Moshing
16. Smooching and Mooching
17. The Little Things
18. Discos and Dragons